# Estación de Soto de Rey
Soto de Rey (Soto Rei/Soto de Rey según la nomenclatura de Renfe) es una estación ferroviaria situada en el municipio español de Ribera de Arriba, en el Principado de Asturias, y presta servicio a la localidad de Soto de Rey. Las instalaciones, que forman parte de las líneas C-1 y C-2 de Cercanías Asturias, también cumplen funciones logísticas y disponen de una amplia playa de vías.

## Situación ferroviaria
Las instalaciones se encuentran situadas en el punto kilométrico 130,617 de la línea férrea de ancho ibérico Venta de Baños-Gijón, a 142,3 metros de altitud. Además, pertenece a otra línea menor catalogada por Adif como línea 140 entre Soto de Rey y El Entrego. Más exactamente el trazado tiene su punto kilométrico 0,000 en la bifurcación de Tudela-Veguín (situada en la propia estación de Soto del Rey). Históricamente la línea se conocía como línea Soto de Rey-Ciaño Santa Ana.

## Historia
La estación fue abierta al tráfico el 23 de julio de 1874 con la puesta en marcha del tramo Pola de Lena-Gijón de la línea que pretendía unir León con Gijón. La construcción fue obra de la Compañía de los Ferrocarriles de Asturias, Galicia y León creada para continuar con las obras iniciadas por Noroeste anterior titular de la concesión. Sin embargo su situación financiera no fue mucho mejor que la de su antecesora y en 1885 acabó siendo absorbida por Norte. Está última inauguró el 1 de julio de 1894 la línea Soto de Rey-Ciaño Santa Ana. Norte explotó ambos trazados hasta su desaparición en 1941 con la nacionalización del ferrocarril en España y la creación de RENFE. 
Desde el 31 de diciembre de 2004 Renfe Operadora explota las líneas mientras que Adif es la titular de las instalaciones ferroviarias.

## La estación
Se encuentra al este de Soto de Rey cerca del río Nalón. Conserva su edificio para viajeros original de dos pisos, planta rectangular y disposición lateral a las vías. Está cubierto por un tejado de teja cerámica de cuatro pertientes. Sus dos fachadas lucen diez vanos decorados con arcos escarzanos que en algunos casos muestran una clave resaltada. En total dispone de tres andenes. Uno lateral, cubierto, al que accede la vía 4, y dos centrales a los que acceden respectivamente las vías 1-2 y 3-5. El resto de vías, usadas esencialmente por trenes de mercancías, se sitúan a continuación y en paralelo a las mencionadas, numerándose como vías 7, 9, 11, 13, 15, 17, 19, 21, 23 y 25. Esta última es por lo tanto la más alejada al edificio para viajeros que dispone en su lateral de otra vía en toperas, la 6. Las instalaciones se completan con varias naves, muelles de carga, una subestación eléctrica y diversos edificios anexos.
El complejo ferroviario conserva también la antigua cabina de cambio de agujas, una de las pocas que quedan en Asturias, el edificio de cantina (de ladrillo macizo y muy decorado), almacenes y un grupo de viviendas para empleados.

## Servicios ferroviarios

### Cercanías
Forma parte de las líneas C-1 y C-2 de Cercanías Asturias. En relación con la primera, la unen con Gijón y Oviedo trenes cada 30 minutos los días laborables, mientras que los sábados, domingos y festivos la frecuencia se reduce a una hora. Hacia Puente de los Fierros solo continúan una decena de trenes que se reducen a seis los fines de semana porque el resto de trenes finalizan su trayecto en esta estación.
La duración del viaje es de unos 12 minutos a Oviedo y de algo menos de una hora hasta Gijón en el mejor de los casos.
Respecto a la línea C-2, la frecuencia de trenes es de un tren cada hora entre Oviedo y El Entrego.
| procedencia/destino | < estación  | Línea | estación >                 | destino/procedencia               |
| ------------------- | ----------- | ----- | -------------------------- | --------------------------------- |
| Gijón               | Las Segadas |       | Olloniego                  | Pola de LenaPuente de los Fierros |
| Llamaquique         | Las Segadas |       | Santa Eulalia de Manzaneda | El Entrego                        |